# Degenerált anyag
A degenerált anyag akkor jön létre, ha a Pauli-elv jelentősen befolyásolja az anyag állapotát alacsony hőmérsékleten. A fogalmat az asztrofizika használja sűrű csillagméretű objektumokra, például fehér törpékre és neutroncsillagokra, ahol a termikus nyomás önmagában a gravitációs összeomlás elkerüléséhez nem elegendő. A fogalmat a Fermi-gáz-közelítésben fémekre is használják.
A degenerált anyagokat általában ideális Fermi-gázként, nem kölcsönható fermionok összességeként modellezik. Egy kvantummechanikai leírásban a véges térfogatban lévő részecskék csak diszkrét energiahalmazt vehetnek fel, ezek a kvantumállapotok. A Pauli-elv megakadályozza azonos fermionok azonos kvantumállapotát. A legalacsonyabb teljes energiában (amikor a részecskék termikus energiája elhanyagolható) az összes legalacsonyabb energiájú kvantumállapot fel van töltve. Ez a teljes degeneráció. E degenerációs nyomás 0 K-en is pozitív. További részecskék hozzáadása vagy a térfogat csökkentése a részecskéket magasabb állapotokba kényszeríti. Ehhez nyomóerő kell, ez ellenálló nyomásként jelentkezik. Fő jellemzője, hogy e nyomás nem függ a hőmérséklettől, csak a fermionok sűrűségétől. A degenerációs nyomás egyensúlyban tartja a sűrű csillagokat termikus szerkezetüktől függetlenül.
A degenerált tömeg a fénysebességhez közeli sebességű fermionokkal (a nyugalmi tömegenergia feletti kinetikus energiával) a relativisztikus degenerált anyag.
A degenerált csillagok – degenerált anyagból lévő csillagméretű objektumok – fogalmát eredetileg Arthur Eddington, Ralph Fowler és Arthur Milne alkották meg közösen. Eddington szerint a Szíriusz B atomjai majdnem teljesen ionizáltak és egymáshoz közel vannak. Fowler a fehér törpéket alacsony hőmérsékletű degenerált részecskék gázaként írta le, és megmutatta, hogy a hagyományos atomok jelentősen hasonlítanak a fermionok általi energiaszint-feltöltés tekintetében. Milne szerint a degenerált anyag nemcsak kompakt csillagokban, hanem csillagmagokban is megtalálható.

## Degenerációs nyomás
A klasszikus ideális gázzal szemben, melynek nyomása a hőmérséklettel arányos: {\displaystyle P=k_{\rm {B}}{\frac {NT}{V}},} ahol P a nyomás, {\displaystyle k_{\rm {B}}} a Boltzmann-állandó, N a részecskeszám, T a hőmérséklet és V a térfogat, a degenerált anyag nyomása csak kevéssé áll kapcsolatban a hőmérséklettel. A nyomás pozitív marad 0 K-en is. Viszonylag alacsony sűrűség esetén egy teljesen degenerált gáz nyomása a rendszert ideális Fermi-gázként kezelve levezethető, {\displaystyle P={\frac {(3\pi ^{2})^{2 \over 3}\hbar ^{2}}{5m}}\left({\frac {N}{V}}\right)^{5 \over 3},} ahol m a gáz részecskéinek tömege. Nagyon nagy sűrűség esetén, ahol a legtöbb részecske relativisztikus energiájú állapotokba kényszerül, a nyomás {\displaystyle P=K\left({\frac {N}{V}}\right)^{4 \over 3},} ahol K újabb, a gázrészecskék tulajdonságaitól függő arányossági állandó.

Klasszikus ideális gáz és kvantum-ideálisgázok (Fermi-gáz, Bose-gáz) hőmérséklet-nyomás grafikonjai adott részecskesűrűséghez.

Minden anyag rendelkezik normál termikus és degeneráltsági nyomással, de a mindennapi gázokban a termikus annyira nagy, hogy a degeneráltsági elhanyagolható. Ugyanígy a degenerált anyag is rendelkezik termikus nyomással, de a teljes nyomásra csekély hatása van. A jobb oldali grafikonon a termikus (piros) és a teljes nyomás (kék) láthatók egy Fermi-gázban, a kettő különbsége a degeneráltsági nyomás. A hőmérséklet csökkenésekor a sűrűség és a degeneráltsági nyomás nő, végül az a teljes nyomás többségét adja.
Míg a degeneráltsági nyomás általában nagy sűrűségeknél dominál, annak és a termikus nyomásnak az aránya határozza meg a degeneráltságot. Elég jelentős hőmérséklet-növekedés (például héliumvillanás) esetén az anyag degeneráltsága megszűnhet sűrűségcsökkenés nélkül.
A degeneráltsági nyomás a szilárd anyagok nyomásához is hozzájárul, de ezeket nem tekintik degeneráltnak, mivel az atommagok taszítása és elektronok általi elválasztásuk adja a nyomás nagy részét. A fémek szabadelektron-modellje a fizikai tulajdonságokat a vezetett elektronokat degenerált gázként kezeli, míg a legtöbb elektron kötött kvantumállapotban van. E szilárd állapot a degenerált anyaggal ellentétes, mely a fehér törpék anyagát jelenti, ahol a legtöbb elektron szabad részecskeállapotokkal rendelkezik.
Egzotikus degenerált anyagok például a neutrondegenerált anyag, a furcsa anyag, a fémes hidrogén és a fehér törpék anyaga.

## Fordítás
Ez a szócikk részben vagy egészben  a   Degenerate matter című angol Wikipédia-szócikk ezen változatának fordításán alapul.  Az eredeti cikk szerkesztőit annak laptörténete sorolja fel. Ez a jelzés csupán a megfogalmazás eredetét és a szerzői jogokat jelzi, nem szolgál a cikkben szereplő információk forrásmegjelöléseként.